# Recitatief
Een recitatief is een muzikale vorm daterend uit het begin van de 17e eeuw en komt voort uit de opera.

## Ontstaan
Oorspronkelijk verwijst de term recitatief naar het gebruik om geen tekstherhalingen te laten plaatsvinden in een gezongen muziekstuk, zoals voorheen voorkwam. De tekst, zoals men hem zou spreken, trok daarbij snel voorbij zodat de handeling op het toneel snel kon plaatsvinden. De daaropvolgende aria kon daarna inspelen op het gebeuren via breedvoerige tekstherhalingen. Beide vormen waren voorbehouden voor een van de vier solisten: sopraan, alt, tenor of bas.

## Kenmerken
- De zang (altijd solo) vertelt een verhaal met daarbij een sobere muzikale vormgeving.
- Het recitatief wordt meestal begeleid door een basso continuo terwijl de aria door een wisselend aantal instrumenten ondersteund wordt; de begeleidende basso continuo met de daarop vanuit de becijfering aangeduide akkoorden onderstrepen de tekstinhoud
- Men onderscheidt een secco-recitatief en een accompagnato-recitatief. In het eerste geval worden er enkele woorden muzikaal uitgelicht en intoneert men erop. In het tweede geval is er sprake van ondersteunende melodieën met instrumenten.
- De zangpartij is zeer expressief en benadrukt door allerlei retorische affecten de tekstinhoud.
- Als de melodie een belangrijke rol vervult, wordt gesproken van een arioso als overgang naar de aria.

## Bach en het recitatief
Johann Sebastian Bach (1685-1750) paste deze muziekvorm veelvuldig toe in zijn uitgebreide cantate-oeuvre. Bach wendde het recitatief vaak aan als een overdenking van en commentaar op de woorden uit de Bijbellezingen voor de betreffende zondag of kerkelijke feestdag waarvoor de cantate bedoeld was.
Bach experimenteerde lichtjes met deze muziekvorm. De strijkers zwijgen ook tijdens de recitatiefgedeelten en de basso continuo begeleidt de verhalende gedeelten, maar daarboven blijven de hobo's hun thematiek voortzetten. Op deze wijze ontstond de bijzondere vorm van accompagnatorecitatief met liggende akkoorden van het continuo en beweeglijke blazerspartijen daarboven. Dit vraagt overleg tussen de zanger enerzijds en de orgelspeler en hoboïst anderzijds.
Dit vormexperiment met het recitatief, waarbij Bach grensverleggend was, komt voor in de cantate voor de derde zondag na Epifanie, BWV 73, Herr, wie du willt, so schicks mit mir.